# جولیا یورویچ
جولیا یورویچ یک شرکت کننده مسابقه زیبایی است که نماینده بلغارستان در دوشیزه شایسته جهان 2008 در آفریقای جنوبی است. او در صوفیه در رشته ارتباطات و فناوری تحصیل کرد. او در کوزلودوی، بلغارستان به دنیا آمد، اما والدینش روسی هستند (برخی از وب سایت‌ها ادعا می‌کنند که والدین او اوکراینی هستند).